# Liste von Werkverzeichnissen der Musik
Werkverzeichnisse der Musik sind Verzeichnisse der Werke eines Komponisten.
Manche Werkverzeichnisse wurden bereits zu Lebzeiten des Künstlers angelegt, andere sind erst nach dessen Tod erstellt worden. Werkverzeichnisse sind keine statische Angelegenheit, sondern werden oftmals aktualisiert, wenn sich herausstellt, dass z. B. ein Musikstück gar nicht vom angenommenen Komponisten stammt oder wenn neue Werke aufgetaucht sind und sich somit die Nummerierung verschiebt.
| Verzeichnis                                                              | Kürzel    | Komponist                         |
| ------------------------------------------------------------------------ | --------- | --------------------------------- |
| Verzeichnis nach Knape                                                   | Kn        | Carl Friedrich Abel               |
| Wotquenne-Verzeichnis                                                    | Wq        | Carl Philipp Emanuel Bach         |
| Bach-Compendium                                                          | BC        | Johann Sebastian Bach             |
| Bach-Werke-Verzeichnis                                                   | BWV       | Johann Sebastian Bach             |
| Falck-Verzeichnis                                                        | F         | Wilhelm Friedemann Bach           |
| Szőllősy-Verzeichnis                                                     | Sz        | Béla Bartók                       |
| Verzeichnis nach László Somfai                                           | BB        | Béla Bartók                       |
| Verzeichnis nach Giovanni Biamonti                                       |           | Ludwig van Beethoven              |
| Verzeichnis nach Willy Hess                                              | Hess      | Ludwig van Beethoven              |
| Verzeichnis nach Kinsky/Halm                                             |           | Ludwig van Beethoven              |
| Verzeichnis nach D. Kern Holoman                                         | H         | Hector Berlioz                    |
| Werkverzeichnis Winton Dean                                              | WD        | Georges Bizet                     |
| Gérard-Verzeichnis                                                       | G         | Luigi Boccherini                  |
| Werkverzeichnis Anton Bruckner                                           | WAB       | Anton Bruckner                    |
| Kindermannverzeichnis                                                    | KiV       | Ferruccio Busoni                  |
| Buxtehude-Werke-Verzeichnis                                              | BuxWV     | Dieterich Buxtehude               |
| Hitchcock-Verzeichnis                                                    | H         | Marc-Antoine Charpentier          |
| Verzeichnis nach Krystyna Kobylańska                                     | KK (K)    | Frédéric Chopin                   |
| Verzeichnis nach Maurice J. E. Brown (Brown Index)                       | B (BI)    | Frédéric Chopin                   |
| Verzeichnis nach Józef Michał Chomiński                                  | CT (C)    | Frédéric Chopin                   |
| Verzeichnis nach Vytautas Landsbergis                                    | VL        | Mikalojus Konstantinas Čiurlionis |
| Pechstaedt-Verzeichnis                                                   | P         | Franz Danzi                       |
| Lesure-Verzeichnis                                                       | L         | Claude Debussy                    |
| Krebs-Verzeichnis nach Carl Krebs                                        | Krebs (K) | Carl Ditters von Dittersdorf      |
| Thematischer Katalog der Werke von Antonín Dvořák nach Jarmil Burghauser | B         | Antonín Dvořák                    |
| Hopkinson-Verzeichnis                                                    | H         | John Field                        |
| Franck-Werkverzeichnis von Wilhelm Mohr                                  | FWV (M.)  | César Franck                      |
| Köchelverzeichnis der Werke von Johann Joseph Fux                        | K         | Johann Joseph Fux                 |
| Graupner-Werke-Verzeichnis                                               | GWV       | Christoph Graupner                |
| Händel-Werke-Verzeichnis                                                 | HWV       | Georg Friedrich Händel            |
| Hoboken-Verzeichnis                                                      | Hob (H)   | Joseph Haydn                      |
| Fanny-Hensel-Werkverzeichnis von Renate Hellwig-Unruh                    | HWV       | Fanny Hensel                      |
| Fanny-Hensel-Liederverzeichnis von Annette Maurer                        | HLV       | Fanny Hensel                      |
| Halbreich-Verzeichnis                                                    | H         | Arthur Honegger                   |
| Hugo-Kaun-Werkverzeichnis                                                | HKW       | Hugo Kaun                         |
| van-Boer-Verzeichnis                                                     | VB        | Joseph Martin Kraus               |
| Searle-Verzeichnis                                                       | S         | Franz Liszt                       |
| Raabe-Verzeichnis                                                        | R         | Franz Liszt                       |
| Halbreich-Verzeichnis                                                    | H         | Bohuslav Martinů                  |
| Werkverzeichnis Rudolf Mauersberger                                      | RMWV      | Rudolf Mauersberger               |
| Mendelssohn-Werkverzeichnis                                              | MWV       | Felix Mendelssohn Bartholdy       |
| Stattkus-Verzeichnis                                                     | SV        | Claudio Monteverdi                |
| Köchelverzeichnis                                                        | KV (K)    | Wolfgang Amadeus Mozart           |
| Verzeichnis nach Maria Rosa Moretti und Anna Sorrento                    | MS (M.S.) | Niccolo Paganini                  |
| Benton-Verzeichnis (nach Rita Benton)                                    | Ben (B)   | Ignaz Pleyel                      |
| Zimmerman-Verzeichnis                                                    | Z         | Henry Purcell                     |
| Rameau Catalogue Thématique                                              | RCT       | Jean-Philippe Rameau              |
| Kirkpatrick-Verzeichnis                                                  | K         | Domenico Scarlatti                |
| Longo-Verzeichnis                                                        | L         | Domenico Scarlatti                |
| Pestelli-Verzeichnis                                                     | P         | Domenico Scarlatti                |
| Samuel-Scheidt-Werke-Verzeichnis                                         | SSWV      | Samuel Scheidt                    |
| Scholz-Werke-Verzeichnis                                                 | SchzWV    | Wilhelm Eduard Scholz             |
| Deutsch-Verzeichnis                                                      | D         | Franz Schubert                    |
| kdm-Verzeichnis                                                          | kdm       | Klaus Schulze                     |
| Robert-Schumann-Werkverzeichnis von Margit L. McCorkle                   | RSW       | Robert Schumann                   |
| Schütz-Werke-Verzeichnis                                                 | SWV       | Heinrich Schütz                   |
| Jiří-Berkovec-Verzeichnis                                                | JB        | Bedřich Smetana                   |
| Bartoš-Verzeichnis                                                       | B         | Bedřich Smetana                   |
| Teige-Verzeichnis                                                        | T         | Bedřich Smetana                   |
| Rubio-Verzeichnis                                                        | R         | Antonio Soler                     |
| Marvin-Verzeichnis                                                       | M         | Antonio Soler                     |
| Fischer-Verzeichnis                                                      | StWV      | Franz Xaver Sterkel               |
| Trenner-Verzeichnis                                                      | TrV       | Richard Strauss                   |
| Telemann-Werke-Verzeichnis                                               | TWV       | Georg Philipp Telemann            |
| Telemann-Vokalwerke-Verzeichnis                                          | TVWV      | Georg Philipp Telemann            |
| Ryom-Verzeichnis                                                         | RV        | Antonio Vivaldi                   |
| Pincherle-Verzeichnis                                                    | PV (PS,P) | Antonio Vivaldi                   |
| Fanna-Verzeichnis                                                        | F         | Antonio Vivaldi                   |
| Ricordi-Verzeichnis (Publisher Ricordi)                                  | RC (PR)   | Antonio Vivaldi                   |
| Rinaldi-Verzeichnis                                                      | RN        | Antonio Vivaldi                   |
| Wagner-Werk-Verzeichnis                                                  | WWV       | Richard Wagner                    |
| Zelenka-Werke-Verzeichnis                                                | ZWV       | Jan Dismas Zelenka                |

Weitere, hier in der Wikipedia zusammengestellte Listen sind über die Kategorie:Werkverzeichnis (Musik) erreichbar.